# Zapatystyczne kooperatywy kawowe
Zapatystyczne kooperatywy kawowe – meksykańskie kolektywy spółdzielcze działające w Chiapas, najbardziej wysuniętym na południe stanie Meksyku. Funkcjonują one w oparciu o ideologię neozapatystyczną.

## Kontekst ekonomiczny
Meksyk jest znaczącym producentem kawy. Ściślej mówiąc, warunki klimatyczne i geomorfologiczne w Chiapas czynią ten stan największym producentem kawy w całym Meksyku odpowiadając za 25% całości produkcji krajowej.
W 1989 zawieszono regulacje ochronne Międzynarodowej Umowy Kawowej. W tym samym okresie Bank Światowy i Międzynarodowy Fundusz Walutowy udzieliły hojnych pożyczek na rozwój upraw kawy w krajach, które do tej pory jej nie produkowały (jak Wietnam). W wyniku tego pojawiła się nadprodukcja. Ceny na rynku międzynarodowym załamały się i pomimo chwilowych podwyżek utrzymują się do dziś na niskim poziomie. Średnia cena kawy Arabica w zapasie surowców w Nowym Jorku wynosiła w latach 1976-1989 3,30 dolara za kilogram. W latach 1990–2005 spadł on do 2,20 dolara za kilogram. Również licząc utratę wartości dolara spowodowaną inflacją, producenci zauważyli, że zwrot z ich produktu spadł o ponad połowę. Mali producenci, zwłaszcza w Ameryce Środkowej, napotykali na trudności. Ich dochody nie wystarczały już na pokrycie kosztów produkcji, więc setki tysięcy opuściło swoje ziemie i wyemigrowało do pobliskich miast lub Stanów Zjednoczonych.
Spadek cen wpłynął na szeroko rozumianą lokalną gospodarkę regionu, która była w znacznym stopniu oparta na eksporcie produktu. Rdzenna ludność Chiapas została jeszcze mocniej dotknięta przez kryzys. Zostali odizolowani od innych działalności gospodarczych Meksyku, podczas gdy uprawa kawy była ich jedynym realnym dochodem. W tym regionie pośrednicy w 1993 płacili 8 peso (60 centów euro) za jeden kilogram kawy, podczas gdy cena odsprzedaży w Europie wynosiła ponad 10 euro. Dużo ludzi twierdzi, że załamanie się ceny kawy było ostatnią słomką dla rdzennych mieszkańców Chiapas. Ci, którzy nie opuścili swoich plantacji i swoich rodzin i nie wyemigrowali do USA, wstąpili do armii Zapatystycznej (EZLN) w czasie buntu 1 stycznia 1994.

## Organizacja zapatystowskich kooperatywów
Po rewolcie żądania zbuntowanej ludności tubylczej dotyczące uznania jej kultury i zbiorowych, gospodarczych i politycznych praw nie zostały spełnione. Ich walka przeniosła się na grunt autonomii od państwa meksykańskiego.
Uczestniczyły w nim tysiące rdzennych producentów kawy z doświadczeniem z poprzedniego uczestnictwa w spółdzielniach produkcyjnych, którym nie chodziło tylko o znalezienie ekonomicznej drogi wyjścia dla swoich członków. W wyniku ich doświadczeń i nowych relacji, które EZLN stworzyło od początku z międzynarodowym ruchem solidarnościowym, powstał pomysł utworzenia pierwszej spółdzielni kawy Zapatystycznej. Celem producentów było uzyskanie alternatywnego sposobu dostawy i wywozu kawy, który pozwoliłby im zakończyć ich całkowitą zależność od pośredników i nieprzewidywalnego rynku globalnego. Na ich wezwanie do stworzenia  ‘innego’ rynku kawy, z bardziej godnymi warunkami dla producentów, szybko odpowiedziały małe kawiarnie z USA z istniejącymi strukturami spółdzielczymi i postępową orientacją polityczną, ale także kolektywy solidarnościowe i osoby bez wcześniejszego doświadczenia handlowego.

### Mut-vitz
Pierwszą spółdzielnią kawową składającą się wyłącznie z zapatystów była Mut-vitz (Góra Ptaków) w regionie San Juan de la Libertad, na wyżynie Chiapas. Mut-vitz zostało założone w 1997 z 200 producentami kawy, którzy w 1999 przeprowadzili pierwszą sprzedaż i eksport około 35 ton do Europy i Stanów Zjednoczonych. Dlatego też producentom płacono wyższe ceny w porównaniu z cenami na rynku konwencjonalnym, ponad dwukrotnie wyższe niż ceny, które wcześniej podawali im pośrednicy. Niestety, wyposażenie Mut-vitz zostało skonfiskowane przez rząd Chiapas (powołując się na niepłacenie podatków), a spółdzielnia rozwiązana w 2009

### Yachil Xojobal Chulchan
Eksperyment Mut-vitz okazał się bardzo udany. W ciągu 3 lat ilość eksportowanej kawy wzrosła pięciokrotnie, a liczba członków znacznie wzrosła, ponieważ do spółdzielni zaciągało się coraz więcej zapatystów. Jednak w drodze wspólnej decyzji Mut-vitz zdecydowało się nie przyjmować nowych członków do czasu zakończenia trzyletniego okresu przejściowego dla certyfikacji biologicznej kawy przez wszystkich producentów. Tak powstała nowa spółdzielnia w Pantelhó, na wyżynie, która została założona w 2001 przez tych Zapatystów, którzy nie zostali bezpośrednio przyjęci do Mut-vitz. Nazywa się Yachil Xojobal Chulchan (‘Nowe światło nieba’), a jego członkami założycielami było 328 producentów. W 2002 wyeksportowała swój pierwszy pojemnik na kawę na ‘rynek solidarności’, podczas gdy w kolejnych latach nastąpił znaczny wzrost ilości produkowanej kawy i liczby producentów zapatystowskich, którzy w nim uczestniczą.

### Yochin Tayel Kinal i Ssit Lequil Lum
Trzecią zapatystyczną spółdzielnią kawową, która działa w Chiapas i eksportuje kawę poprzez sieć solidarności dostaw do Europy i USA, jest Jochin Tayel Kinal (‘Rozpoczęcie pracy na nowej ziemi’), która ma swoją siedzibę w Altamirano i podlega Junta de Buen Gobierno, Radzie Dobrego Rządu, z Morelii. Została założona w 2002, a swój pierwszy eksport kawy prowadziła w 2003 spółdzielnia ta miała 800 uczestników, w tym producentów ze strefy Roberto Bariosa, którzy po uzyskaniu niezbędnej wiedzy fachowej, zorganizowali się w 2007 samodzielnie w nowej czwartej spółdzielni o nazwie Ssit Lequil Lum (‘Owoce Matki Ziemi’), która wiosną 2008 zorganizowała swój pierwszy eksport.

## Struktura kooperatyw
Walne zgromadzenie producentów jest najwyższym organem spółdzielni, które jest zwoływane co najmniej raz w roku i wybiera nową radę administracyjną co 3 lata. Jest to około 2500 producentów, podczas gdy ilość kawy, która trafia do sieci solidarnościowych wynosi setki ton, w zależności od specjalnych warunków każdego roku. Stanowią one integralną część ruchu zapatystycznego i dlatego współpracują ze strukturami politycznymi tego ruchu, z Radami Dobrego Rządu. Uszanowanie ich decyzji ma na celu szersze interesy autonomicznych struktur i społeczności.
Dzięki swojej działalności, producenci nie są uzależnieni od rynku lokalnego czy globalnego. Wspólna organizacja i współpraca z solidarnymi sieciami zbytu, producenci otrzymują za swój produkt jedną cenę, która może pokryć koszty produkcji, przynosząc jednocześnie godny dochód, który rośnie z biegiem lat. Ponadto uzyskują dostęp do wspólnych struktur i wsparcia technicznego. Ale nie tylko producenci na tym korzystają. Dopóki spółdzielnie rozwijają i doskonalą swoje funkcje, dopóty wnoszą pewną część swoich dochodów do autonomicznych programów edukacyjnych, zdrowotnych i do innych struktur społecznych. Ponadto inicjatywy i organizacje, które uczestniczą w solidarnych sieciach utylizacji, z tych samych powodów zwracają pewną część swoich dochodów społecznościom Zapatystów. W ten sposób spółdzielnie kawowe działają jako siła napędowa ruchu Zapatystycznego.

## Trudności
Spółdzielnie napotkały i nadal napotykają na trudności. Budowanie efektywnej struktury organizacyjnej, która będzie respektować horyzontalną i bezpośrednią demokratyczną orientację polityczną ruchu zapatystycznego, było na początku ich największą trudnością. Świadomie odmawiają wszelkiej pomocy ze strony państwa meksykańskiego i zajmują się technicznymi i biurokratycznymi procesami tylko przy wsparciu niezależnych i solidarnych organizacji w Meksyku. Jednocześnie starają się rozwijać niektóre projekty infrastrukturalne, takie jak miejsca do przechowywania i wstępnego przetwarzania kawy. Największą przeszkodą są obecnie władze meksykańskie, czego przykładem jest kara w 2007 dla Mut Vitz za nieprawidłowości podatkowe.

## Dystrybucja w Europie
Obecnie kawa zapatystów jest dystrybuowana do co najmniej 12 krajów europejskich z różnych inicjatyw. Wszystkie te lokalne inicjatywy są połączone poprzez horyzontalną sieć RedProZapa (Sieć Dystrybucji Produktów Zapatystów), która dwa razy w roku organizuje zgromadzenia centralne w jednym z europejskich miast. Wspólną cechą, która ich łączy, jest polityczna solidarność z walką Zapatystów. Sprzedaż kawy stanowi ekonomiczne wsparcie dla struktur produkcyjnych w Chiapas.
Kawa jest również dystrybuowana w Polsce przez kolektyw Fuegro.